# Al-Khor Stadium
Le Al-Khawr Stadium (en arabe : ملعب الخور) est un stade de 12 000 places accueillant le Al-Khor Sports Club. 